# Sergio Stiso
Sergio Stiso (Zollino, 1458 – XVI secolo) monaco di rito greco, umanista, filosofo e teologo.
Fu inoltre uno dei principali animatori dell'ellenismo che si sviluppò, in Terra d'Otranto, tra la fine del Quattrocento e l'inizio del Cinquecento.

## La vita
Non si hanno molte notizie circa i suoi primi anni di vita. Si ipotizza che sia nato nel 1458, nel piccolo casale di Zollino, paese appartenente all'antica provincia di Terra d'Otranto, dove la famiglia originaria di Gallipoli si era stabilita dall'inizio del XVI secolo.
Si sa inoltre che studiò dapprima presso il prestigioso Ginnasio di Nardò, una delle scuole più importanti della zona nell'epoca, e successivamente nel Monastero di San Nicola di Casole, vicino ad Otranto. Fu in questi anni che divenne profondo conoscitore del greco e delle lettere antiche.
Presso il monastero intraprese quindi la via del sacerdozio. Monsignor Fabrizio di Capua, arcivescovo di Otranto, gli assegnò la cappella di San Salvatore a Zollino intorno al 1520.
Stiso è stato uno dei più importanti umanisti salentini, ma poco conosciuto anche dagli storici dell'Umanesimo. Solo negli ultimi anni c'è stata una parziale riscoperta di questo filosofo, in virtù dello studio di alcuni documenti epistolari di corrispondenza con lo studioso greco Nicola Petreo di Curzola, suo allievo ed amico. 
Stiso dirigeva nel piccolo comune grecanico del Salento una scuola di copisti, che era in stretto contatto con quello famosissimo del Monastero di San Nicola di Casole presso Otranto. Nonostante vestisse l'abito talare, i suoi studi e il suo lavoro non disdegnarono la letteratura profana. Non si limitò a trascrivere opere diffuse allora nel Salento, ma cercò di acquisire da biblioteche estere numerosi testi sconosciuti nella zona.
Aveva dato vita, inoltre, ad una scuola dove insegnava lettere e filosofia agli allievi delle famiglie benestanti di Terra d'Otranto. Per questo e per la sua cultura, era chiamato “Magister” (maestro).
L'importanza storica del personaggio è legata però, più che alla straordinaria opera divulgativa, ad un avvenimento dell'invasione turca del 1480 che distrusse Otranto. Il vicino Monastero di Casole, era in quell'epoca sede di una tra le più importanti biblioteche europee. Quando i Saraceni attaccarono la città idruntina nella famosa Battaglia di Otranto diedero alle fiamme anche la biblioteca. Da numerose fonti risulta che fu proprio il monaco salentino a mettere in salvo parte dei manoscritti e ad avviare negli anni seguenti, fra gli ultimi decenni del Quattrocento ed i primi del Cinquecento, la successiva opera di recupero e di copiatura di vari testi. Questa si svolse nello scriptorium di Zollino, per opera dei suoi allievi, tra i quali meritano di essere citati Aulo Giano Parrasio, Matteo Tafuri di Soleto, (poi conosciuto come filosofo, astrologo e mago), e Marcantonio Zimarra di Galatina (filosofo). Il loro lavoro fu di straordinaria importanza storiografica, perché ha permesso di trasmettere dapprima agli altri protagonisti dell'Umanesimo, e quindi fino ai nostri giorni, un'importante fetta della cultura greco-salentina dell'epoca.
L'eco del suo lavoro arrivò fino in Vaticano. Fu chiamato a Roma per dirigere la Biblioteca Vaticana, ma essendo ormai vecchio declinò l'invito, in favore del suo allievo Nicolò Maiorano, che divenne custode nel 1532. Visse, tra i 70 e gli 80 anni, poiché non si conosce la data precisa della sua morte, avvenuta comunque prima del 1538.